# Candedo (Vinhais)
Candedo ist eine Ortschaft und Gemeinde im Nordosten Portugals, in der Region Trás-os-Montes.
Die Gemeinde liegt am Rio Rabaçal, einem spanisch-portugiesischen Grenzfluss.

## Geschichte
Die Region war hier vor Eintreffen der Römer im 1. Jahrhundert n. Chr. von Keltiberern besiedelt und durch die Castrokultur gekennzeichnet.
Die heutige Ortschaft Candedo entstand vermutlich erst im Verlauf der Neubesiedlungen nach der Reconquista. Die bedeutendste Ortschaft der heutigen Gemeinde war Espinhoso, das 1225 als eigenständige Gemeinde mit nur etwa 60 Einwohnern geführt wurde. Candedo und Aboá waren noch kleinere Siedlungen.
Während der spanischen Herrschaft von 1581 bis 1640, insbesondere unter  Philipp IV. (Philipp III. von Portugal), weigerte sich Espinhoso die ständig erhöhten Abgaben zu entrichten und spanische Geistliche zu akzeptieren. In der Folge verlor es seine Eigenständigkeit, und Candedo wurde offizieller Gemeindesitz.

## Verwaltung
Candedo ist eine Gemeinde (Freguesia) im Kreis (Concelho) von Vinhais, im Distrikt Bragança. Die Gemeinde hat eine Fläche von 21 km² und zählt 289 Einwohner (Stand 19. April 2021).
Drei Ortschaften liegen in der Gemeinde Candedo:
- Aboá
- Candedo
- Espinhoso (Sitz der Gemeindeverwaltung)